# Saga völsunga

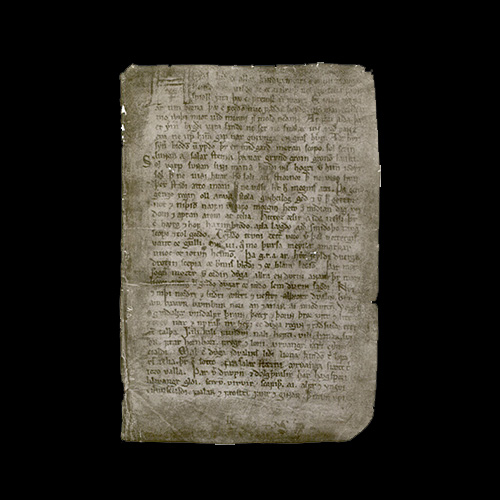
La Saga de los volsungos tiene como fuente la Edda poética

La Saga völsunga o Saga de los volsungos es un texto islandés escrito en prosa a finales del siglo XIII, presumiblemente hacia el año 1270.
Relata las aventuras del héroe germánico Sigurd, que mata al dragón Fafnir en el Brezal de Gnita, y así se apodera de un tesoro mágico, que luego se va a convertir en el Oro del Rin. Corresponde a una versión más arcaica del tema que se trata en el Cantar de los nibelungos (una epopeya del alto alemán medio muy similar a la Saga volsunga, pero escrita en verso, que cuenta la destrucción de los burgundios).
Se basa en poesías tradicionales anteriores, algunas de las cuales están recogidas en la Edda poética. Es por esto que los estudiosos agrupan esta saga dentro de las llamadas «sagas de los tiempos antiguos» (fornaldarsögur), caracterizadas por insertar elementos mitológicos y fantásticos.